# Орфей (бриг, 1821)
«Орфе́й» — 24-гарматний бриг Чорноморського флоту Російської імперії.

## Історія

План парусності брига «Орфей»

Закладений у Миколаєві 21 вересня 1820 року на приватній верфі М. С. Серебряного, головний будівник — корабельний майстер 6-го класу А. І. Меліхов. У проектуванні брига безпосередню участь брав О. С. Грейг — військовий губернатор міста. На робочих матеріалах з кресленнями підводної частини корабля є розрахунки та нотатки, виконані його рукою. Розглядалися різні варіанти розташування мідель-шпангоуту по довжині, при збереженні незмінними водотоннажності, площ мідель-шпангоуту та конструктивної ватерлінії. Носові частини конструктивної ватерлінії мали гостріші обриси, кормові — дещо повніше.
Після спуску на воду 3 червня 1821 року увійшов до складу Чорноморського флоту Російської імперії.
Протягом 1821—1827 років виходив у практичні плавання Чорним морем. 

### Російсько-турецька війна
Брав участь в російсько-турецькій війні 1828—1829 років. З червня 1828 року бриг надавав допомогу російській армії біля західних берегів Чорного моря. 8 липня підтримував атаку на Кюстенджі. Ставши на шпринг, корабель протягом п'яти з половиною годин обстрілював противника з відстані рушничного пострілу. При цьому втрати серед екіпажу склали 4 людини вбитими, 24 пораненими, а сам бриг отримав 66 пробоїн, з них 6 — підводні, численні пошкодження рангоута і такелажу. Для ремонту бриг пішов до Одеси, після чого 16 серпня із загоном підійшов до Варни, де стояв російський флот.
25 серпня 1828 року «Орфей» вийшов у крейсерство до Босфору, але під час шторму зазнав ушкоджень і 9 вересня повернувся до Варни, а 14 вересня пішов до Севастополя на ремонт. 
У грудні 1828 року бриг був посланий під парламентерським прапором у Константинополь з депешами віцеканцлера графа К. В. Нессельроде до датського посланця. Під час стоянки бриг був ошвартований біля фортеці за наказом турецької влади. Протягом шести днів команда «Орфею» піддавалася допитам, поки командир брига, капітан-лейтенант Є. І. Колтовський, не добився права виходу.
З квітня 1829 року корабель з ескадрою перебував біля Сизополя, виходячи в крейсерство до Босфору. 4 травня «Орфей» полонив три турецькі судна коло містечка Кірпень, які привів до Сизополя, а 18 травня потопив два турецькі судна.
12 травня 1829 року, разом із фрегатом «Штандарт» і бригом «Меркурій», «Орфей» вийшов до Босфору для спостереження за флотом противника. За два дні, 14 травня, на траверзі Пендераклії на видноті з'явилася турецька ескадра, яка значно переважала за силами російський загін. Оскільки необхідності приймати нерівний бій не було, командир «Штандарта», капітан-лейтенант Павло Якович Сахновський дав сигнал «взяти курс, при якому судно має найкращий хід». Російські кораблі повернули в бік Севастополя. «Штандарту» і «Орфею» вдалося відірватися від переслідування, а «Меркурій» був змушений прийняти бій з двома турецькими лінійними кораблями, в якому здобув перемогу.
З 3 червня по 4 липня 1829 року бриг ходив у крейсерство до Сінопа, під час якого потопив ще одне турецьке судно. 8 липня у складі ескадри О. С. Грейга «Орфей» підійшов до Месемврії і через два дні брав участь у її захопленні. Стоячи з південного боку, бриг перешкоджав відходу турків на гребних суднах в Ахіолло. 11 липня бриг висадив в Ахіолло десант, який взяв у полон гарнізон, 13 гармат, запаси і недобудований турецький корвет, що пізніше увійшов до складу Чорноморського флоту під ім'ям «Ольга». 21 липня «Орфей», спільно з фрегатом «Поспішний», висадив у Василику десант, який без бою захопив місто.
7 серпня разом із загоном капітан-лейтенанта К. Н. Баскакова «Орфей» підійшов до фортеці Інада, обстріляв укріплення і висадив десант, який захопив фортецю. Після цього бриг пішов у Мідію, згодом — у Бургас, а 16 вересня перейшов із Месемврії до Одеси, а потім — до Севастополя.

### Після війни
У 1830 і 1831 роках, бриг «Орфей» у складі загонів діяв біля Кавказького узбережжя. 8 липня 1830 року в складі загону капітан-лейтенанта С. А. Стерленгова «Орфей» брав участь у висадці десанту в Гагри, а з 13 по 18 серпня здійснював вогневу підтримку військ, які відбивали наступ кавказців на Гагри.
З 1832 до 1834 року бриг займав брандвахтенний пост у Севастополі, а в жовтні 1836 року за пропозицією М. П. Лазарєва був розібраний на дрова.

## Командири
- Г. А. Папахристо (1821—1825);
- Ф. І. Горбаненко (1826);
- Я. Я. Шостенко (1827);
- Є. І. Колтовський (1828 — 17 липня 1829);
- М. А. Власьєв (17 липня 1829 — червень 1832);
- С. І. Скарятін (червень 1832 — 1833);
- М. А. Деантуані (1833—1834).